# Eje Neovolcánico
El Eje Neovolcánico —también llamado Eje Volcánico Transversal, sierra Volcánica Transversal o cordillera Neovolcánica— es una cadena de volcanes ubicada en México. Es una cordillera muy rocosa que sirve de unión entre la Sierra Madre Occidental y la Sierra Madre Oriental y se extiende desde las islas Revillagigedo, en el océano Pacífico, hasta el golfo de México, siguiendo el paralelo 19ºN de oeste a este. Pasa por la Ciudad de México y los estados de Nayarit, Jalisco, Colima, Michoacán, Guanajuato, Querétaro, México, Hidalgo, Morelos, Tlaxcala, Puebla y Veracruz.
Inicialmente llamada por los geólogos cordillera volcánica de México, el surgimiento abrupto de nuevas cumbres y volcanes en pleno siglo XX (como el Paricutín, que nació como una hendidura humeante el 20 de febrero de 1943 y rápidamente formó una eminencia o cono volcánico) hizo que se la apelara «neo-volcánica».

## Ubicación
El Eje Neovolcánico forma parte del Cinturón de Fuego del Pacífico. Forma prácticamente el límite meridional de la placa tectónica norteamericana, y tiene inmediatamente al sur la zona de subducción de la placa de Cocos, que constituye la falla del río Balsas, que señala los límites geológicos entre América del Norte y América Central.
La cordillera es una barrera natural ante las inclemencias del océano Pacífico, principalmente las que entran por el estado de Guerrero.
En líneas generales, la cordillera Neovolcánica «corre» latitudinalmente unos 880 kilómetros de oeste a este hacia la latitud del paralelo 19°N, con ramales en torno al Anáhuac que alcanzan al paralelo 20°N, extendiéndose prácticamente con una anchura media de 180 kilómetros desde el océano Pacífico, desde las cercanías de la desembocadura del río Grande de Santiago en la parte media de Nayarit, hasta el golfo de México, en la Sierra de los Tuxtlas.
Formando estas montañas con un nudo de cierre entre la Sierra Madre Occidental y la Sierra Madre Oriental, encuadrando por el sur a la gigantesca conurbación de la Ciudad de México y teniendo casi en sus faldas a otras importantes ciudades: Tepic, Tequila, Guadalajara, Colima, Uruapan, Morelia, Pátzcuaro, Ciudad Hidalgo, Toluca, Puebla, Orizaba, Tehuacán y la Córdoba mexicana. 
De este modo, tal cordillera se explaya por los estados de Jalisco, Colima, Michoacán, Tlaxcala, la parte norte de Morelos (que sirve como frontera natural de este estado con Ciudad de México), el norte de Oaxaca y el oeste de Veracruz, con importantes ramales en los estados de Querétaro y en Hidalgo, quedando casi en su centro la Ciudad de México.

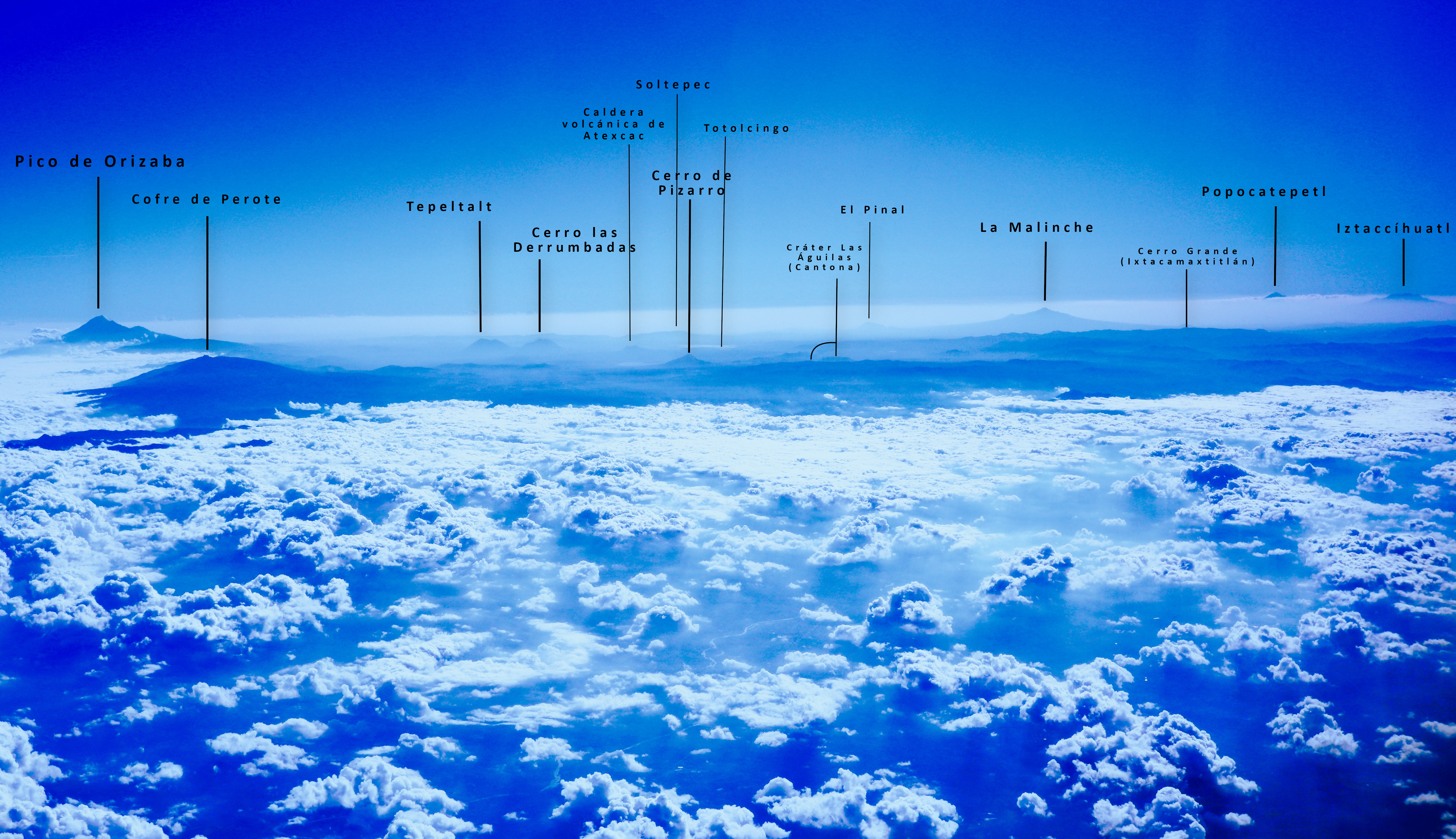
Mesa Central mostrando el Eje Neovolcánico desde Orizaba hasta el Popocatépetl. En el primer plano, entre las nubes, se alcanza a ver el destello de un río, el Río Filobobos, después de haber cruzado Martínez de la Torre, luego de bajar por la ladera norte del Cofre de Perote.

La Cordillera Neovolcánica es una estructura compleja, de continua acrecentada por estar viva desde la perspectiva geológica, y que alberga elementos orográficos diversos, como cuencas, valles, volcanes gigantes, como el Popocatépetl, además de una gran cantidad de volcanes de pequeña a mediana dimensiones y de lagos-cráter. 
Por sus majestuosas dimensiones y el poder de sus erupciones históricas, así como por ser fuente de focos sísmicos de relevancia, aunado a su protagonismo como referente climático, fisiográfico, hidrográfico, ecológico, productivo y antropológico, posee una fuerte personalidad y preside al paisaje mexicano y a la cultura popular, sobre todo en los pobladores de las regiones centrales de México.

## Historia
El Eje Neovolcánico se extiende a lo largo del centro-sur de México, desde el Océano Pacífico hasta el Golfo de México entre 18°30'N y 21°30'N, descansando sobre el borde sur de la Placa Norteamericana. Esta formación de 1000 kilómetros de largo y 90-230 km de ancho, es un arco volcánico continental activo de este a oeste, que abarca un área de aproximadamente 160 000 km². Durante varios millones de años, la subducción de las placas Rivera y Cocos debajo de la Placa Norteamericana a lo largo del extremo norte de la Fosa Mesoamericana formó el Eje Neovolcánico. Éste es un cinturón volcánico único; no es paralelo a la Fosa Mesoamericana y muchos de los principales estratovolcanes están ubicados oblicuamente a la posición general del arco. Además de las complejidades fisiográficas, las composiciones ígneas varían: los productos dominantes relacionados con la subducción contrastan con las firmas geoquímicas intraplacas. Los muchos aspectos intrigantes del cinturón han suscitado varias hipótesis basadas en un escenario de subducción típico: fallas transformantes con fugas intraplacas, plumas mantélicas, rifting continental y salto de la dorsal del Pacífico hacia el este. Estas características están parcialmente relacionadas con la reactivación de sistemas de fallas tempranas durante la evolución del Eje Neovolcánico. La geometría, la cinemática y la edad del principal sistema de falla frágil definen una gama compleja de lo que podrían ser múltiples factores que afectan la deformación del eje. Exhibe muchas características volcánicas, no limitadas a grandes estratovolcanes, incluyendo conos de volcanes monogenéticos, volcanes en escudo, complejos de domos de lava y calderas importantes.

## Marco geológico

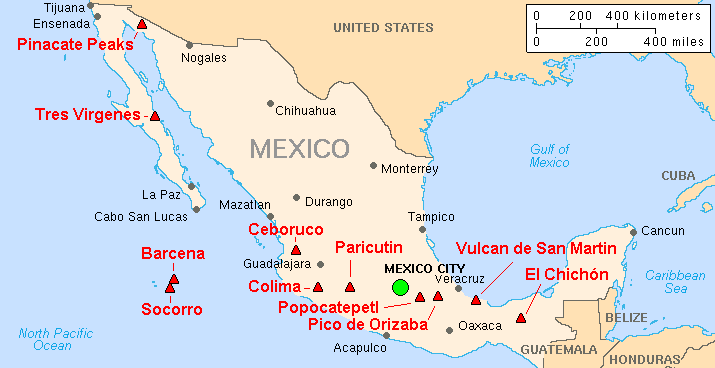
Principales volcanes activos de México. De oeste a este, algunos volcanes que forman parte del Eje Neovolcánico son el Nevado de Colima, el Paricutín, el Popocatépetl y el Pico de Orizaba.

Antes de la formación del Eje Neovolcánico, un cinturón volcánico más antiguo pero relacionado, la Sierra Madre Occidental ocupaba el área. El vulcanismo relacionado con la subducción, que se reanudó en el Eoceno, después de la deformación de la Laramide, formó el arco volcánico silícico de la Sierra Madre Occidental en una zona de paleosubducción frente a la costa de Baja California, antes de que la península se separara. Desde el Eoceno tardío hasta el Mioceno medio, la rotación en sentido antihorario del arco volcánico hizo la transición de la Sierra Madre Occidental, una vez activa, al Eje Neovolcánico ahora activo. Para el Mioceno Medio, la transición de las composiciones silícicas a más máficas se completó y puede considerarse el comienzo del Eje Nevolcánico. Debido a la orientación ortogonal del Eje Neovolcánico en relación con la tendencia de las provincias tectónicas mexicanas, su basamento preCretácico es altamente heterogéneo. Al este de 101°O descansa sobre terranos precámbricos, ensamblados en el microcontinente Oaxaquia y sobre el terrano Paleozoico Mixteco. Al oeste de 101°O, reside sobre el terreno compuesto Guerrero, una formación de arcos marginales marinos delJurásico al Cretácico, que se asientan sobre turbiditas siliclásticas del Triásico y Jurásico temprano. El ensamblaje de estas rocas del basamento da como resultado un espesor de 50-55 km al este de 101°O y 35-40 km al oeste de 101°O.

## Evolución de la placa
Las placas en subducción se originaron a partir de la ruptura de la Placa de Farallón hace aproximadamente 23 Ma, lo que creó dos placas en latitudes ecuatoriales, la Placa de Cocos y la Placa de Nazca del sur. La Placa de Rivera fue el último fragmento desprendido de la Placa de Cocos, convirtiéndose en una microplaca alrededor de 10 Ma. Esta pequeña placa está limitada por la zona de fractura de Rivera, la Dorsal del Pacífico Oriental, la zona de fractura de Tamayo y la Fosa Mesoamericana. La Placa de Cocos, de mayor tamaño, está limitada por la Placa de Norteamericana y la Placa del Caribe al noreste, la Placa del Pacífico al oeste y al sur por la Placa de Nazca.  Las placas de Cocos y Rivera son placas oceánicas relativamente jóvenes (25 y 10 Ma) que se están subduciendo a lo largo de la Fosa Mesoamericana a diferentes velocidades de convergencia (Rivera = ~30 mm/año y Cocos = ~50-90 mm/año). Las rocas más comunes relacionadas con la subducción, como las rocas calco-alcalinas, ocupan volumétricamente la mayor parte del Eje Neovolcánico, pero volúmenes más pequeños de lavas tipo intraplaca, rocas ricas en potasio y adakitas están asociados con el área. Las rocas adaquíticas (más félsicas) del Mioceno medio se encuentran más alejadas de la fosa y a lo largo del frente volcánico del Eje Nevolcánico central durante el Plioceno-Cuaternario. Se ha sugerido que el derretimiento de losas contribuyó a la huella adaquítica en el Eje Neovolcánico, provocada por la prolongada subducción plana de la Placa de Cocos.

## Evolución del cinturón

### Formación
1. Desde el Mioceno temprano hasta el medio, ~20 a 8 Ma, el arco volcánico inicial del Eje Neovolcánico consistió en vulcanismo efusivo intermedio, produciendo volcanes poligenéticos andesíticos y dacíticos que se extendieron desde el oeste de Michoacán (longitud 102°O) hasta el área de Palma Sola (longitud 98°30'). La geometría del límite de la placa y la estructura térmica de la losa de subducción subhorizontal son los factores que controlan el vulcanismo del arco inicial.[16] El magmatismo se alejó de la fosa, moviéndose hacia el noreste, hacia el Golfo de México, lo que le dio al arco su característica orientación E-O, el empuje hacia el interior del arco mostró una fusión progresivamente más seca y, finalmente, comenzó a producirse un derretimiento de la losa, lo que sugiere un aplanamiento de la losa subducida.[13][19] Las rocas más antiguas de esta edad pueden estar expuestas cerca del frente volcánico moderno, en el centro de México.[20]
2. Un pulso de vulcanismo máfico que se desplazaba hacia el este en el Mioceno tardío, de ~11 Ma, barrió todo el centro de México, al norte del arco previamente formado, y terminó hace ~3 Ma. La aparición de las lavas máficas indica la propagación lateral del desgarre de la losa, provocada por el fin de la subducción debajo de Baja California, lo que permite la afluencia de astenosfera hacia la cuña del manto.[17] Este vulcanismo creó mesetas basálticas a través de fisuras, o menos comúnmente, pequeños volcanes en escudo y conos de lava, con un volumen de lava decreciente hacia el este.[13][18]
3. Al oeste de 103°O, el vulcanismo silícico entre 7.5 y 3.0 Ma se volvió bimodal (máfico-silícico) a principios del Plioceno, creando grandes complejos de domos e ignimbritas, y marcó el comienzo de la migración del vulcanismo hacia la fosa. Al este de 101°O se pueden encontrar complejos de domos, flujos de lava y grandes calderas que produjeron cantidades significativas de ignimbritas (>50 km³) de composición dacítica a riolítica datadas entre 7.5 y 6 Ma. Existe una ausencia de vulcanismo silícico entre estas regiones durante toda la historia del Eje Neovolcánico. Desde finales del Mioceno, el vulcanismo silícico migró hacia la fosa hace más de 200 km en el sector oriental (al este de 101°O) y 100 km en el sector occidental (al oeste de 103°O).[13][19][18][20]
4. Desde finales del Plioceno, el estilo y la composición del vulcanismo en el Eje Neovolcánico se volvieron más diversos. En varias áreas, las rocas calco-alcalinas volumétricamente dominantes están asociadas con volúmenes modestos de lavas tipo intraplaca u otras rocas ricas en potasio, acompañadas de rocas peralcalinas riolíticas cuaternarias. Este arco moderno consta de un eje frontal dominado por el flujo y la fusión de losas y un eje posterior caracterizado por las rocas diferenciadas mencionadas anteriormente.[13][14] Ausentes desde ~9 Ma, los estratovolcanes comenzaron a crearse en el último Ma ~100 km detrás del frente volcánico en el sector occidental, con orientación Oeste-Noroeste y Este-Sudeste. En el sector oriental, todos los estratovolcanes se encuentran dentro del frente volcánico. Una excepción a la ubicación de estos estratovolcanes es el complejo volcánico de Colima, que está ubicado al sur del extremo meridional de la losa de Cocos y Rivera y es el edificio volcánico más grande del Eje Neovolcánico. [13] Además de los estratovolcanes, también son característicos de este episodio los campos volcánicos monogenéticos, siendo el más destacado el campo volcánico Michoacán-Guanajuato.

### Causa de la subducción de losa plana
La subducción de losas planas comúnmente puede explicarse por la subducción de la meseta oceánica y una placa superior que se desplaza rápidamente. La subducción plana del centro de México no es evidente. La losa plana del Eje Neovolcánico está confinada entre ~101°W y 96°W; esta región puede explicarse por una corteza continental más gruesa. La existencia de una corteza gruesa y fuerte combinada con una disminución del aporte de fluido contribuyó a estrechar la cuña astenosférica, aumentando la viscosidad y las fuerzas de succión, lo que condujo a una subducción plana, impidiendo que la placa oceánica ingresara al manto.

## Geografía

### Región
Desde el oeste, el Eje Neovolcánico corre desde Colima y Jalisco hacia el este a través del norte de Michoacán, el sur de Guanajuato, el sur de Querétaro, el Estado de México, el sur de Hidalgo, el Distrito Federal, el norte Morelos, Puebla y Tlaxcala, hasta el centro deVeracruz.
La Meseta del Centro se encuentra al norte, limitada por la Sierra Madre Occidental al oeste y la Sierra Madre Oriental al este. Los volcanes Cofre de Perote y Pico de Orizaba, en Puebla y Veracruz, marcan el encuentro del Eje Neovolcánico con la Sierra Madre Oriental. Al sur, la cuenca del río Balsas se encuentra entre El Eje Neovolcánico y la Sierra Madre del Sur. Esta área es también una provincia fisiográfica distinta de la división fisiográfica más grande del Sistema Sierra Madre.
La Sierra de Ajusco-Chichinauhtzin también forma parte del Eje.

### Picos

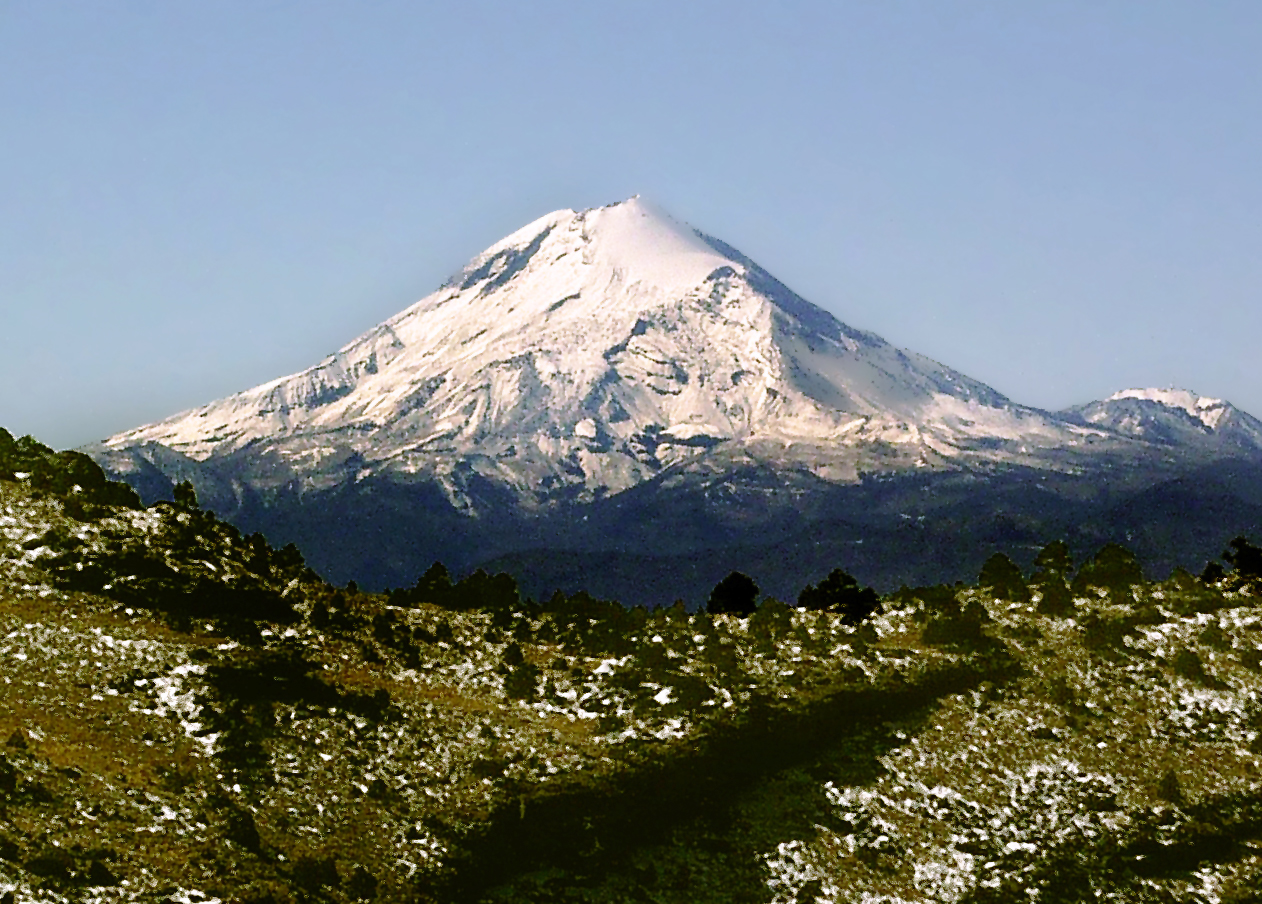
Pico de Orizaba

El punto más alto, también el más alto de México, es el Pico de Orizaba (5636 m) también conocido como Citlaltépetl, ubicado en 19°01′N 97°16′W. Éste, y varios de los otros picos altos, son volcanes activos o inactivos.
Otros volcanes notables en la cordillera incluyen (de oeste a este) el Nevado de Colima (4339 m), Paricutín (2774 m), Nevado de Toluca (4577 m), Popocatépetl (5452 m ), Iztaccíhuatl (5286 m), La Malinche (4451 m), Cofre de Perote (4282 m) y Sierra Negra, compañera del Pico de Orizaba (4580 m).

## Ecología
Las montañas albergan los bosques de pino-encino del Eje Neovolcánico, una de las subecorregiones de bosques de pino-encino mesoamericanos.
El Eje Neovolcánico cuenta con numerosas especies endémicas, entre ellas la chara transvolcánica de México (Aphelocoma ultramarina).
Las cenizas volcánicas hacen que los suelos de la región sean muy fértiles, lo que (que especialmente aunado a la elevación que hace que el clima tropical sea más suave) ha llevado a altas densidades de población humana en el cinturón que ahora a veces dañan el medio ambiente.

## Fisiografía
Aquí nacen dos de los ríos más importantes de México: el Lerma y el Balsas, conocido también como Mezcala.
Su flora es característica de los bosques templados, además de contar con bosques de coníferas y vegetación propia de los glaciares de alta montaña.

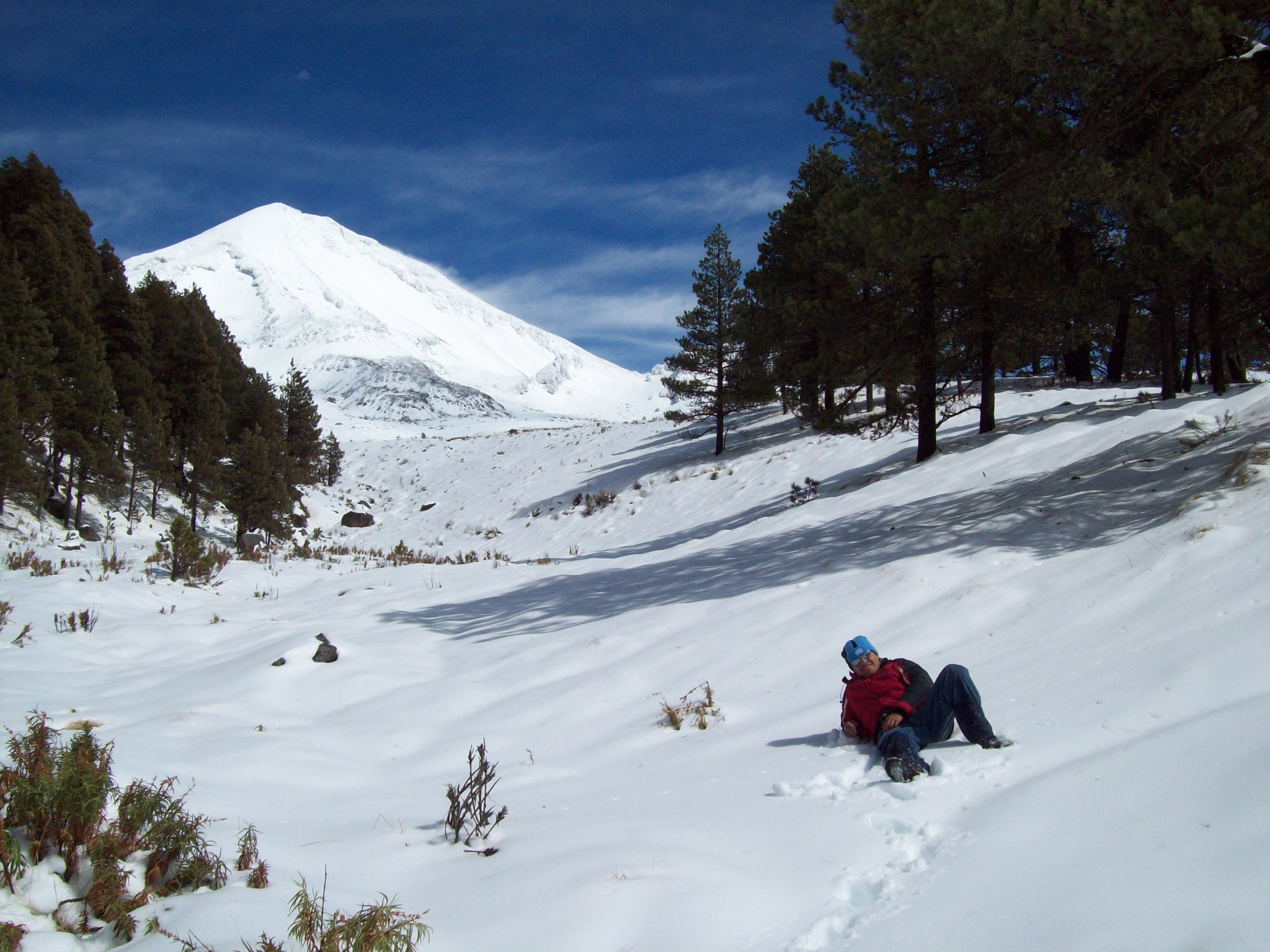
En las faldas del pico de Orizaba, hay posibilidad de practicar deportes invernales aunque actualmente solo se practica el montañismo.

Las montañas de la Cordillera Neovolcánica son relativamente recientes (el Paricutín es un ejemplo de ello) estando los principales volcanes en actividad o cubiertos de nieves eternas, merced a las altitudes que pueden alcanzar. Las fértiles, frescas y húmedas laderas de estas montañas naturalmente suelen estar recubiertas de grandes coníferas (pináceas como el oyamel, cupresáceas como el ahuehuete o sabino), ceibas, etc., precisamente en el pico de Orizaba se encuentra, en latitudes tropicales, el bosque templado más elevado del planeta Tierra merced a los microclimas que la conjugación de elevadas altitudes y bajas latitudes produce en este sistema orográfico, en efecto, el bosque de coníferas del Orizaba alcanza los 4200 m s. n. m.
Como toda cordillera importante, este sistema va acompañado obviamente de valles, ríos, zonas de meseta y páramo e incluso lagos y lagunas (varias de las lagunas se encuentran en las calderas de volcanes apagados), cascadas, y glaciares. Aunque —además de las razones geológicas obvias en la configuración de todo relieve terrestre— el elemento significativo y denominador es la cordillera de elevadas montañas volcánicas.
De todos modos, merced a sus cumbres nevadas, a sus forestas con efecto «esponja» y a sus lagunas caratéricas o pequeños lagos con orígenes glaciares, esta cordillera es uno de los principales reservorios de agua dulce con los que cuenta México.

## Principales volcanes en el Eje Neovolcánico
En la cordillera Neo-volcánica se encuentran las cumbres más elevadas de México: el pico de Orizaba (conocido como Citlaltépetl), el Popocatépetl, el volcán Sierra Negra y el Iztaccíhuatl, Sangangüey y Ajusco. 

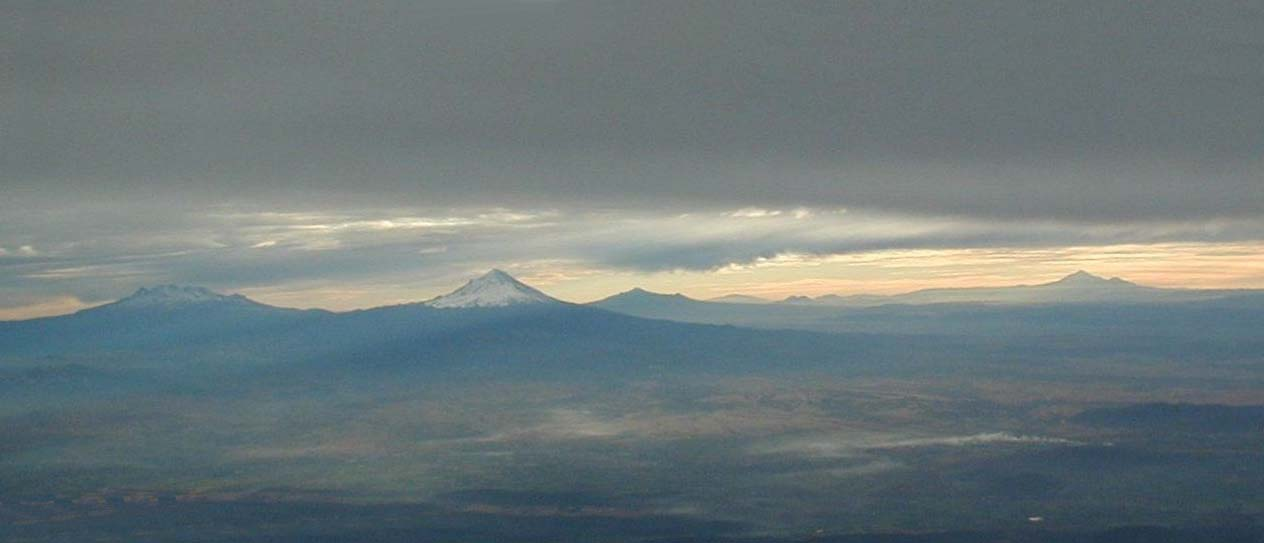
Volcanes ubicados dentro del eje neovolcánico, de izquierda a derecha: El Iztaccíhuatl, el Popocatépetl, el Volcán Malintzin, el Cofre de Perote y el Citlaltépetl.

### Volcanes de las islas Revillagigedo
Por lo menos existen dos volcanes activos en las islas Revillagigedo: el Bárcena y el Evermann. Las islas Revillagigedo son un archipiélago volcánico en el océano Pacífico.

### El Cimatario
En Querétaro se encuentra el llamado cerro del Cimatario, que incluye un pequeño volcán sin actividad, donde también se localiza el parque nacional El Cimatario. Dicho volcán se localiza entre los paralelos 20° 28' 30" y 20° 33' 23"  Norte, y los meridianos 100° 19' 37" y 100° 23' 12" Oeste; alcanzando una altitud de 2350 m s. n. m. Es visible desde la ciudad de Santiago de Querétaro, dominando la vista casi desde cualquier punto de la ciudad.

### Sangangüey
El Sangangüey se localiza en el estado de Nayarit (2624 m). Para llegar a él, se debe ir por la carretera Tepic-Guadalajara. Antes de llegar al rancho El Refugio, a mano izquierda, hay un desvío por donde se debe cruzar el puente de la autopista. Este camino lleva a las faldas del volcán. En vehículo es posible entrar hasta allí, y luego hay dos caminos: uno que va por la cañada (4 horas) y otro que toma un costado del volcán. Este último camino es más largo (6 horas).

### Volcán de Colima y Nevado de Colima
El Volcán de Fuego (3860 m) es un estratovolcán andesítico que forma parte, junto con el Nevado de Colima (4260 m s. n. m.), de un complejo volcánico situado en el Cinturón Neovolcánico Mexicano, cuyas coordenadas geográficas (19º 30' 44" N y 103º 37' 02" O) lo sitúan entre los Estados de Colima (municipios de Comala y Cuauhtémoc) y Jalisco (municipios de Tuxpan, Zapotitlán y Tonila).
El Nevado de Colima es un antiguo macizo volcánico ubicado en el Estado de Jalisco, en el occidente de la República Mexicana. Aunque por su nombre, mucha gente se confunde, la razón de que se le llame de Colima es porque el estado homónimo fue en otros tiempos territorialmente mayor que Jalisco y Michoacán.

### Paricutín

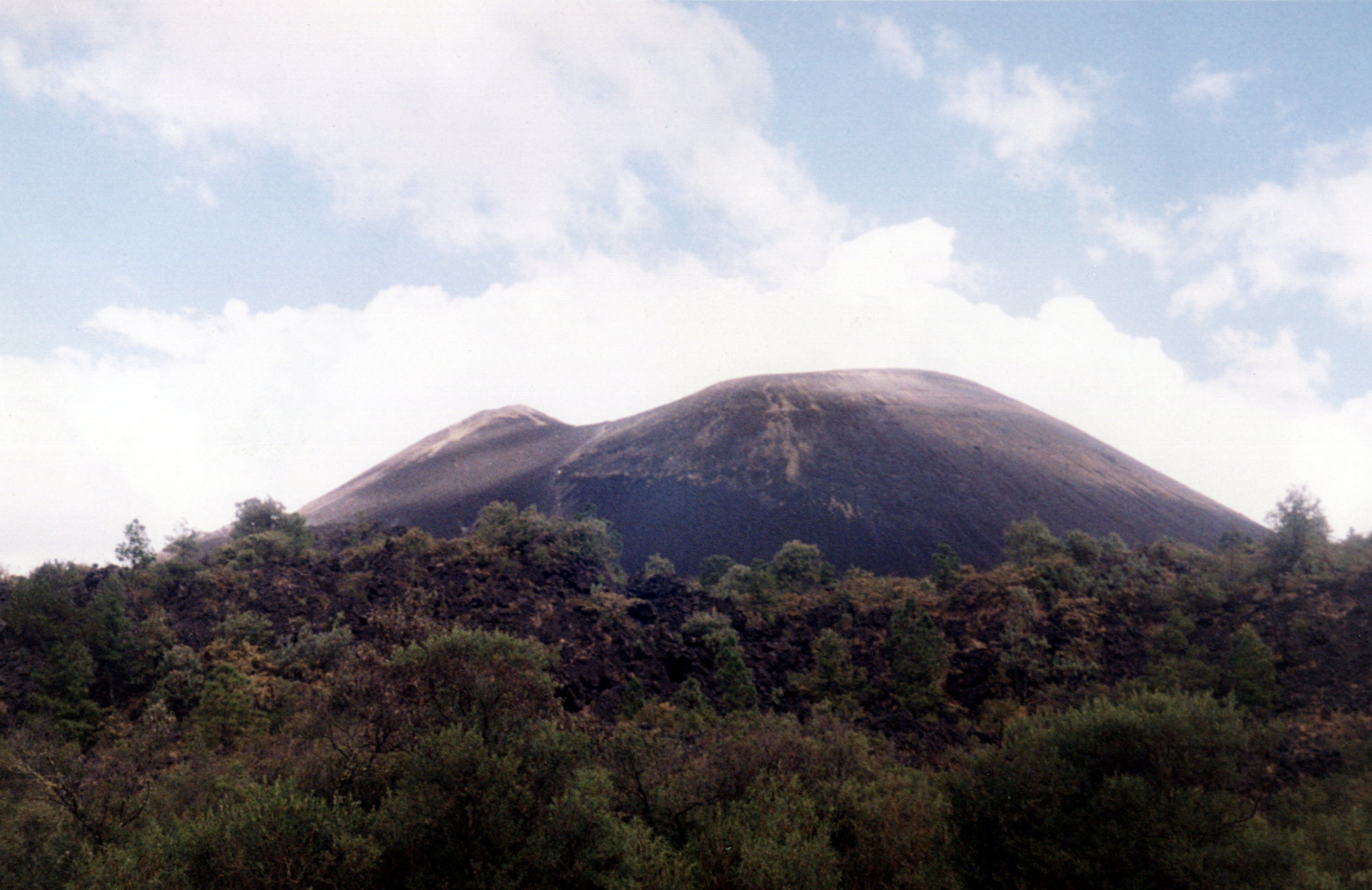
Paricutín

El Paricutín es célebre por ser el volcán más joven del mundo. Nació el 20 de febrero de 1943. La lava y las cenizas arrojadas provocaron el desalojo del pueblo aledaño llamado San Juan Parangaricutiro, en la Meseta Purépecha de Michoacán. Para diciembre de aquel, año el volcán tenía una altura ya de 457 m.
En los alrededores del volcán, en la actualidad, hay diversos pueblos de lengua purépecha (se les conoce también como purépechas), como Angahuan, Corupo, San Lorenzo, lugares donde se dedican a la fabricación de rebozos, característicos de la región. Además, Angahuan, por ser el lugar más cercano al volcán, cuenta con turismo todo el año, salen caballos para ir a las faldas del volcán o a las ruinas de San Juan Parangaricutiro, en donde se puede ver totalmente cubierto de rocas, que es la lava del volcán.
Todo el valle se recuperó de bosques de coníferas, y algo característico es que el suelo está cubierto aún por las cenizas del volcán. Situado a 40 km de Uruapan y a 20 km de Paracho, tiene clima templado, muy lluvioso, con frío en el invierno.

### Nevado de Toluca

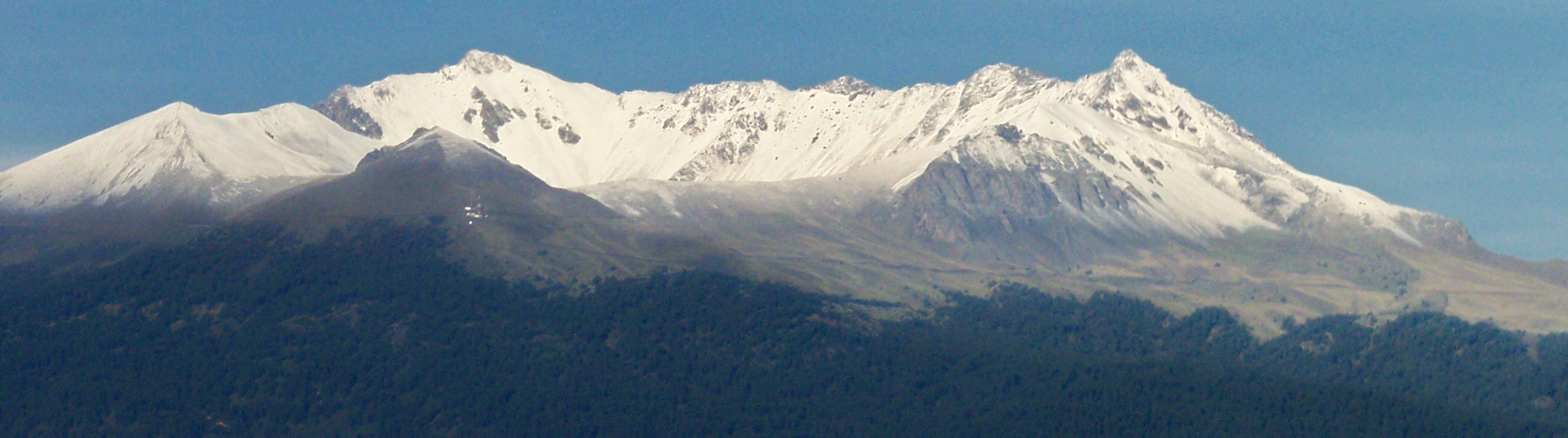
Nevado de Toluca

El Nevado de Toluca es un volcán mexicano situado en el Valle de Toluca. Se localiza a 22 km al sudoeste de Toluca, Estado de México. Alcanza una altitud de 4680 m, siendo la cuarta formación más alta de México. Su fama se debe a que en su cráter se ubican dos lagunas: la del Sol y la de la Luna, a los que se puede acceder en auto mediante un camino de terracería desde la parte baja del volcán.
Pertenece al parque nacional de los Venados y al del Nevado de Toluca, que comprende todo el Valle de Toluca y el de Tenango, así como los municipios de Metepec, Chapultepec, Zinacantepec, Calimaya, Ixtapan de la Sal, Tenancingo, Toluca, Tenango del Valle, Almoloya de Juárez, Villa Guerrero, Coatepec Harinas y Temascaltepec.
Temperatura media anual: De -2 a 12 °C. En las faldas del volcán es templado y lluvioso; en la cumbre, polar de alta montaña. Es la tercera formación montañosa volcánica en el mundo, en la cual, para llegar a su cima es mediante carretera. Las lagunas son causantes principales del estado del tiempo en la cima y en todo el valle de Toluca
Su vertiente meridional desciende hacia la depresión del Balsas, mientras que la ladera septentrional oriental enlaza con el valle de Toluca, la ladera sur con el Valle de Tenango, la ladera Norte con el municipio de Zinacantepec y la ladera occidental con el valle de Temascaltepec.
El cráter tiene forma elíptica y el fondo está ocupado por dos lagunas de agua potable separadas por una corriente o bóveda de lava: la laguna del Sol y la de la Luna. Ambas lagunas se conectan mediante filtración , puesto son las chimeneas del volcán. Presenta varios picos y laderas, entre los que destacan el del Fraile (pico) y la Oruga o Brazo (ladera).
A los 4100 m de altitud se desarrollan bosques de encinas y coníferas, y a mayor altura sólo crecen las gramíneas. Su cima está cubierta en invierno por nieve y el resto del año por musgo de las nieves. Su suelo está hecho a base de calcio, fósforo, hierro, silicio, zinc, potasio, carbono, sulfato y polvorín de las montañas o estroncio.

### La Malinche

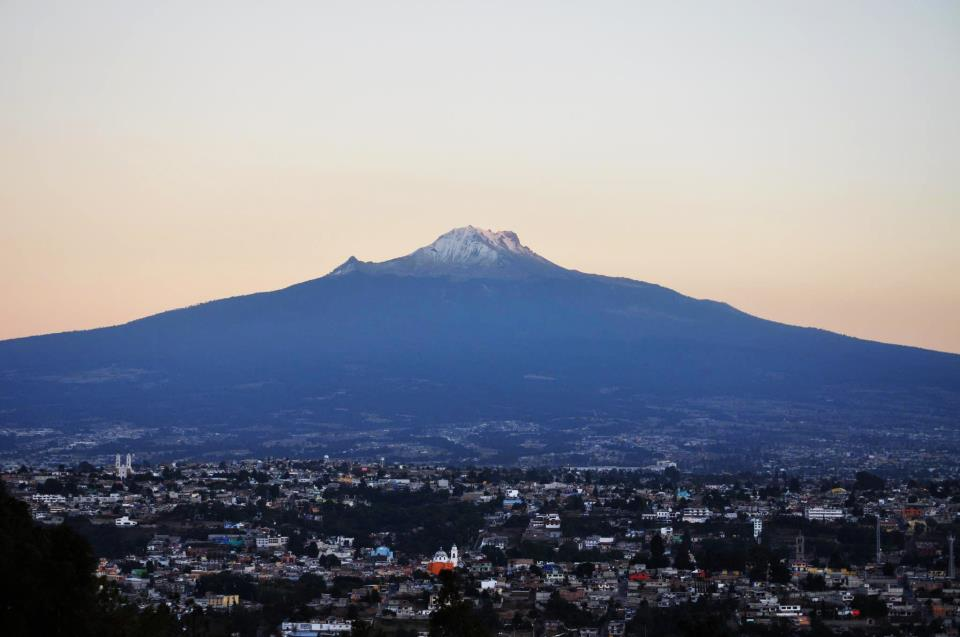
El volcán Matlalcueye o Malinche sobre la ciudad de Tlaxcala

El volcán La Malinche, también conocido como Matlalcueye, se localiza en el límite de los estados de Tlaxcala y Puebla. Domina, con sus 4420 m, el panorama del valle Poblano-Tlaxcalteca.
La Malinche se encuentra mayormente aislada de la alta montaña circundante. Las únicas prominencias cercanas destacables son bastante más bajas, como el Cuatlapanga (2900 m) y el Pinal (3280 m). De esta manera, el parque nacional La Malinche que la rodea forma un refugio para la amenazada vida nativa de la región, consistente de bosques madrenses de pino-encino y zacatonales que sirven de hogar a roedores alpinos como el conejo serrano y la musaraña.
Aunque se ha determinado que la Malinche ha tenido violentas explosiones volcánicas en milenios anteriores, actualmente se encuentra sismicamente activo. Por eso, se trata de una popular cima para iniciarse en el montañismo.

### Popocatépetl e Iztaccíhuatl

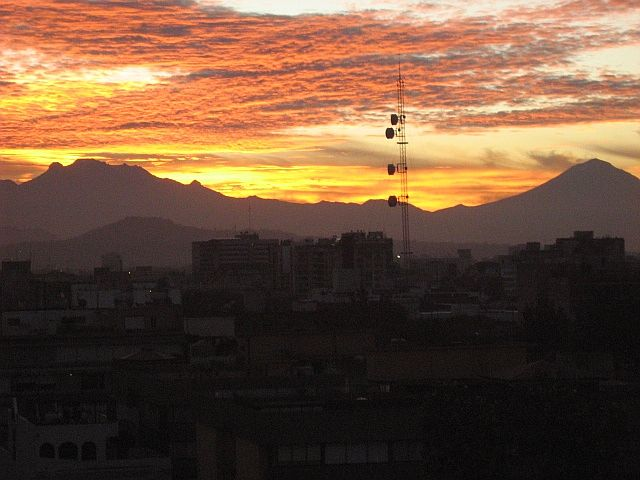
El Popocatépetl (derecha) y el Iztaccíhuatl (izquierda) vistos desde la Ciudad de México.

El Popocatépetl y el Iztaccíhuatl están ubicados en los límites territoriales de los estados de Puebla y México (mientras que el Popocatépetl comprende también el estado de Morelos). Se localizan aproximadamente 60 km al sureste de la Ciudad de México y se encuentran dentro del parque nacional Izta-Popo-Zoquiapan.
Estas montañas están unidas mediante un paso montañoso conocido como el Paso de Cortés. El Popo o Don Goyo (conocido así por los lugareños de manera respetuosa) es un volcán activo, ya que a partir del 21 de diciembre de 1994 entró en actividad y hasta la fecha no ha cesado. Mientras que el Iztaccíhuatl es un volcán con actividad sísmica.
Esos dos volcanes engalanan al Valle de México y al de Puebla, ya que durante el invierno se cubren de nieve en sus faldas e inclusive el Paso de Cortés. Por esa razón ofrece una vista hermosa en sus alrededores.

### Pico de Orizaba

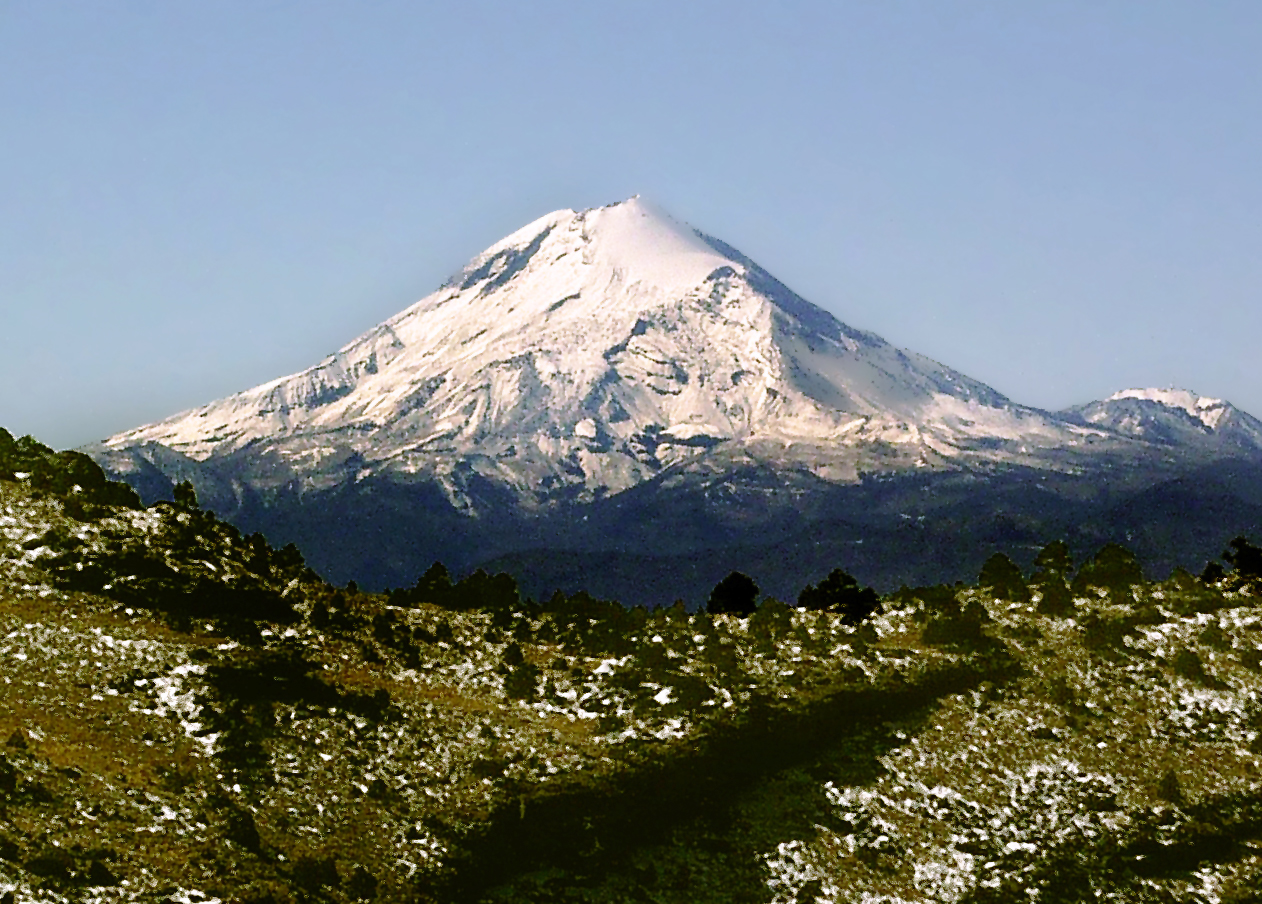
El Citlaltépetl

El Pico de Orizaba o Citlaltépetl (náhuatl: cītlal-tepē-tl, ‘Monte de la estrella’) es un volcán ubicado en los límites territoriales de los estados mexicanos de Puebla y Veracruz. Es el volcán y la montaña más alta de México, con una altitud de 5636 m.
El volcán forma parte de dos sistemas orográficos: de la cordillera Neovolcánica (presente artículo) y de la Sierra Madre Oriental, que recorre a México de norte a sur desde el Río Bravo hasta el centro del estado de Veracruz, generalmente siguiendo una dirección paralela al golfo de México. Su cima está cubierta por nieve durante todo el año debido a su gran altura.